# Huáscar

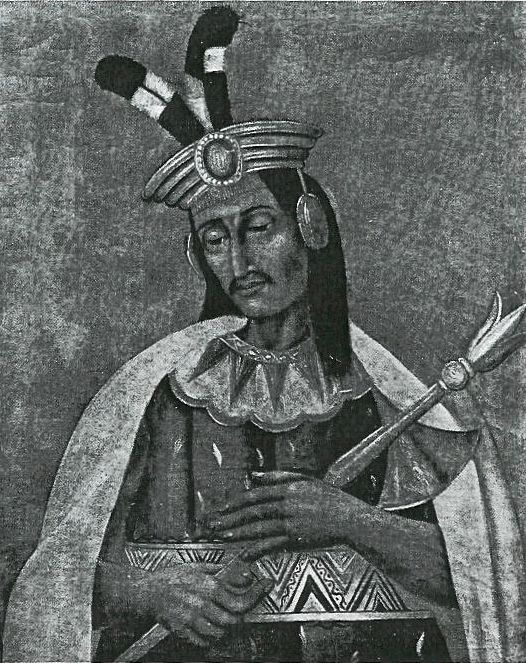
Huáscar, de 12de Inca-keizer

Inti Cusi Huallpa Huáscar (1503 - 1532) (Waskhar in Quechua) was van 1527 tot aan zijn dood in 1532 de 12e goddelijke keizer van het Incarijk. Hij volgde hiermee zijn vader Huayna Capac en oudere broer Ninan Cuyochi op, die beide in Quito overleden aan de pokken.
De Spanjaarden dachten dat Huayna Capac het idee had om Huáscar de keizer van het Incarijk te laten worden, en zijn halfbroer Atahualpa de gouverneur van de provincie Quito. Na de dood van Huayna Capac en de eigenlijke opvolger Ninan Cuyochi ontstond er verwarring. Huayana Capac had geen opvolger genoemd en Huáscar en Atahualpa vonden dat zij beide evenveel recht hadden om keizer te zijn, zo ontstond er een oorlog tussen de halfbroers.
Uiteindelijk slaagde Atahualpa in 1532 erin om zijn halfbroer Huáscar te vermoorden en de nieuwe keizer te worden van het Incarijk.

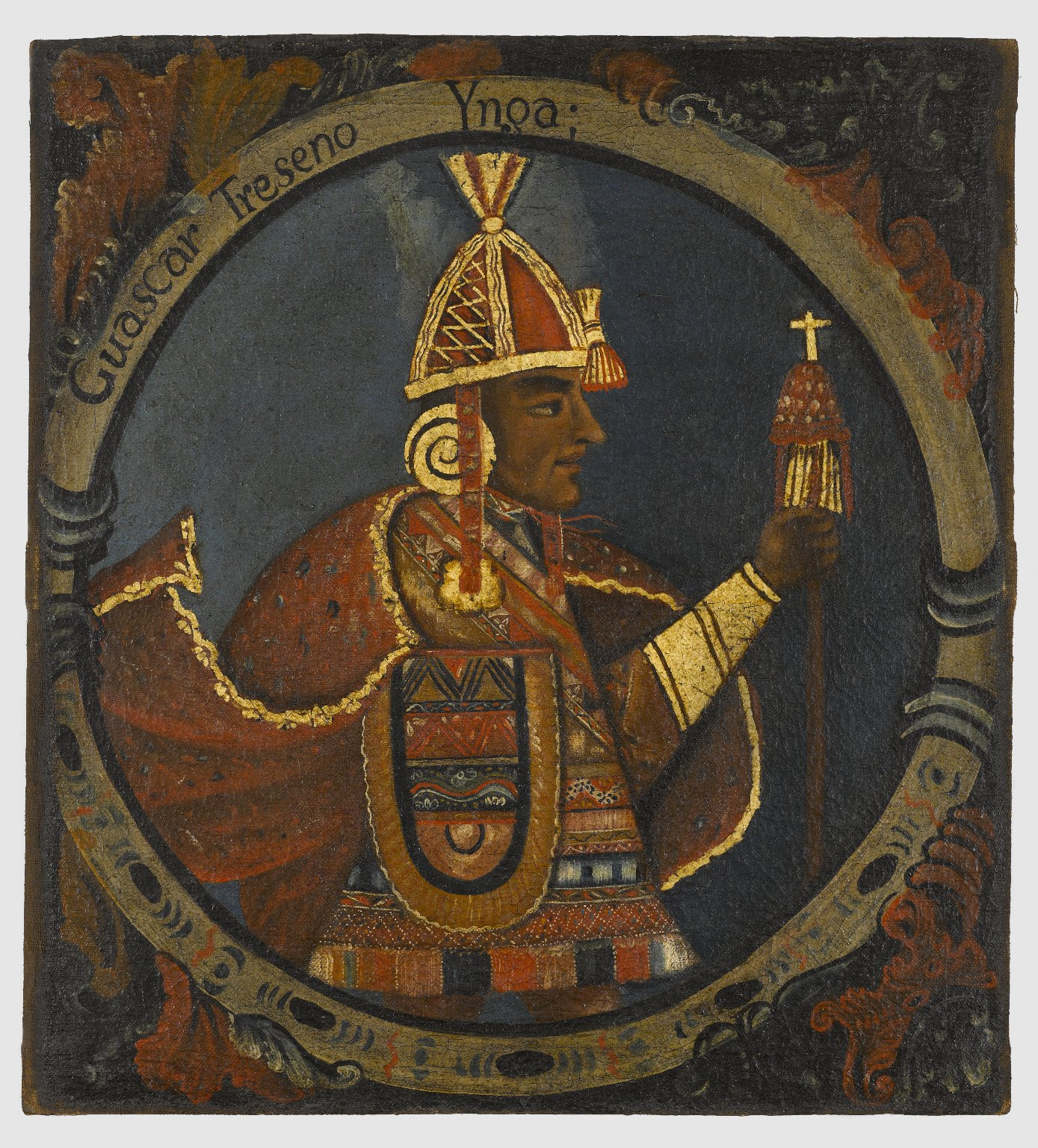

Hurin-dynastie: Manco Cápac · Sinchi Roca · Lloque Yupanqui · Mayta Cápac · Cápac Yupanqui

Hanan-dynastie: Inca Roca · Yáhuar Huácac · Viracocha Inca · Pachacuti · Túpac Inca Yupanqui · Huayna Capac · Huáscar · Atahualpa · Túpac Huallpa

Heersers in Vilcabamba: Manco Inca Yupanqui · Sayri Túpac · Titu Cusi Yupanqui · Túpac Amaru